# 新田用水路 (埼玉県)
新田用水路（しんでんようすいろ）は、埼玉県吉川市、三郷市を流れる用水路である。

## 概要

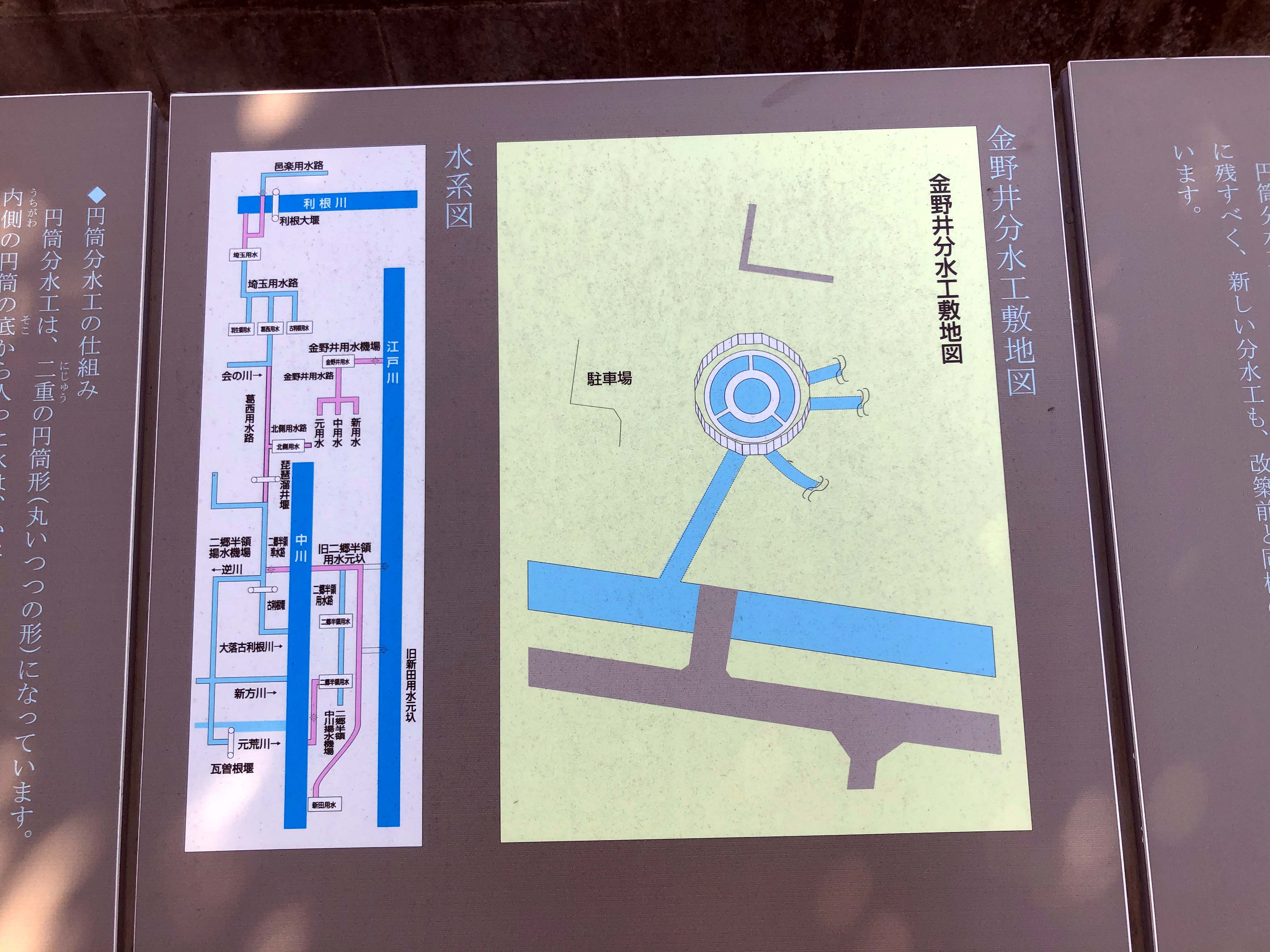
吉川市大字上内川 水系図

新田用水路は、吉川市、三郷市の江戸川右岸地域の灌漑を目的に整備された用水路である。
水路の歴史は古く、寛永年間に二郷半領本田用水路（現二郷半領用水路）と共に二郷半領新田用水路として開削され、松伏溜井より取水し、鍋小路用水路を経て導水されていた。
大正～昭和初期に行われた中川改修事業における、松伏町大字下赤岩の庄内古川河道変更に伴い、両用水路は松伏溜井から切り離され、江戸川から取水される事となった。その後、平成期に行われた利根中央事業により江戸川からの取水を廃止し、両用水路は共に再度松伏溜井からの取水を行う様になり、現在に至る。
本用水路は、前間堰までが葛西用水路土地改良区によって管理されている。

## 流路
江戸川右岸と並行に南下する。

- 起点：松伏溜井（大落古利根川）
- 北葛飾郡松伏町大字松伏の二郷半領揚水機場にて松伏溜井（大落古利根川）より取水
- 二郷半領準水路（二郷半領導水路）を通じて、吉川市大字深井新田（玉葉橋南付近）の新田用水路着水槽へ送水
- 吉川市大字深井新田を江戸川右岸堤防沿いに、南南東方向へ流下
- 吉川市大字平方新田と同市大字吉屋の境界付近にて、三輪野江用水路を分水、南へ流下
- 吉川市大字加藤及び大字三輪野江にて、埼玉県道21号線沿いに流下
- 三郷市前間（三郷市立前間小学校付近）にて暗渠化、埼玉県道21号線歩道下を流れ南下
- 三郷市早稲田2丁目にて、JR武蔵野線沿いに流路を変え、三郷駅に至る
- 三郷市三郷1丁目（Wao city（ワオシティ）三郷付近）を江戸川右岸堤防沿いに南下
- 三郷市三郷1丁目と同市茂田井の境界付近にて、暗渠区間が終わる[5]
- 三郷市新和2丁目にて、三郷放水路を渡る
- 三郷市新和4丁目にて、江戸川右岸堤防沿いに曲流し、横堀御嶽神社付近にて大場川へ放流される
- 終点：大場川

## 分水路・交差水路など
分水
三輪野江用水路
交差水路・河川
三郷放水路

## 河川施設
上流より
- 二郷半領揚水機場
  - 二郷半領準水路（二郷半領導水路）
- 新田用水路着水槽
- 吉屋チェックゲート（吉屋堰）
- 前間チェックゲート（前間堰）
- 新和四丁目排水機場

廃止設備
- 旧二郷半領用水元圦
  - 新田揚水機場（現新田用水路着水槽）

### 設備詳細
二郷半領揚水機場所在地：埼玉県北葛飾郡松伏町大字松伏16（35.934408, 139.817378）
設備：口径800㎜のポンプ3台により毎秒4.2㎥を取水
設置時期：2003年（平成15年）

## 流域の自治体
埼玉県
吉川市、三郷市

## 橋梁
上流から
- （埼玉県道21号三郷松伏線）
- （埼玉県道377号加藤平沼線）
- （常磐自動車道）
- （埼玉県道21号三郷松伏線）
- （成田通り）
- （埼玉県道・千葉県道52号越谷流山線） - 暗渠区間
- （埼玉県道・千葉県道52号越谷流山線） - 暗渠区間
- JR武蔵野線、三郷駅 - 暗渠区間
- 首都圏新都市鉄道つくばエクスプレス
- （新和通り）

※その他名称不明の橋も多くある

## 周辺の施設
上流から
- 吉川公園
- 吉川市立三輪野江小学校
- 三郷市立前間小学校
- 早稲田団地
- 三郷市立丹後小学校
- 三郷市立早稲田図書館
- 三郷市文化会館
- 早稲田公園
- 三郷駅
- Wao city（ワオシティ）三郷
- 大場川上流排水機場
- 三郷市 岩野木老人福祉センター
- 三郷市 岩野木学校給食センター
- 三郷放水路
  - 三郷排水機場
  - 国土交通省江戸川河川事務所三郷出張所